# Elecciones parlamentarias de Israel de 1965
Las elecciones para el sexto Knesset se llevaron a cabo en Israel el 2 de noviembre de 1965. La participación electoral fue del 85.9%.
Antes de las elecciones, se formaron dos alianzas principales; Mapai y Ajdut HaAvodá - Poalei Tzion se unieron para formar el Alineamiento, mientras que Herut y el Partido Liberal formaron la alianza Gahal hacia el final de la sesión anterior de la Knéset. Sin embargo, tanto Mapai como el Partido Liberal habían sido golpeados por facciones disidentes, Ben-Gurion lideró a Rafi y los Liberales Independientes (compuestos en gran parte por exmiembros del Partido Progresista) respectivamente.
El comunista Maki también había experimentado una división a principios de año, con la mayoría de sus miembros árabes y algunos miembros judíos rompiéndose para establecer a Rakah.
Un nuevo partido árabe afiliado a Mapai, Cooperación y Hermandad se formó para competir en las elecciones, mientras que la Lista Socialista Árabe fue impedida por el Comité Electoral Central debido a sus vínculos con la organización prohibida al-Ard. La activista por la paz Abie Nathan entró en una lista de fiestas, Nes.
Rafi, Mapai y Ahdut HaAvoda se fusionaron en el Partido Laborista en 1968, aunque David Ben-Gurion (Rafi) se convirtió en un independiente. En 1969, el Partido Laborista formó una alianza con Mapam, también llamada Alineamiento. Además, Yizhar Harari dejó a los Liberales Independientes para unirse al Alineamiento. Cuatro MK se separaron de Gahal para establecer el Centro Libre. Progreso y Desarrollo y Cooperación y Hermandad se fusionaron para formar Cooperación y Desarrollo, que luego se dividió en dos partes; el Partido Druso y la Hermandad Judía-árabe, cada una con un solo asiento.
La sexta Knesset comenzó con el Alineamiento de Levi Eshkol formando el decimotercer gobierno el 12 de enero de 1966. Su coalición incluía el Partido Religioso Nacional, Mapam, los Liberales Independientes, Poalei Agudat Israel, Progreso y Desarrollo y Cooperación y Hermandad, y tenía dieciocho ministros. Kadish Luz retuvo su posición como presidente de la Knesset. A fines de agosto de 1966, se inauguró la nueva Knéset en Givat Ram, en Jerusalén. Cuando la Guerra de los Seis Días estalló el 5 de junio de 1967, Gahal y Rafi se unieron a la coalición para formar un gobierno de unidad nacional con 21 ministros. El gobierno fue terminado por la muerte de Eshkol el 26 de febrero de 1969.
Golda Meir, del Alineamiento, formó el decimocuarto gobierno, también un gobierno de unidad nacional, el 17 de marzo de 1969. Los socios de la coalición fueron Gahal, el Partido Religioso Nacional, los Liberales Independientes, el Progreso y el Desarrollo y la Cooperación y la Hermandad.
El sexto Knesset se destaca por ser el único en el que un partido ha tenido la mayoría de los escaños por sí mismo. Al final de la sesión, la fusión de Mapam y Rafi en el Alineamiento la dejó con 63 escaños (53% del total). Aunque el partido estuvo a punto de igualar la proeza en las elecciones de 1969, cuando ganó 56 escaños (que sigue siendo la mejor actuación electoral de la historia), ningún partido lo ha logrado desde entonces.

## Resultados
|  | 36.7 % |

|  | 21.3 % |

|  | 8.9 % |

|  | 7.9 % |

|  | 6.6 % |

|  | 3.8 % |

|  | 3.3 % |

|  | 2.3 % |

|  | 1.9 % |

|  | 1.8 % |

|  | 1.3 % |

|  | 1.2 % |

|  | 1.1 % |

|  | 0.8 % |

|  | 0.5 % |

|  | 0.2 % |

|  | 0.2 % |

|  | 96.9 % |

|  | 3.1 % |

|  | 100.00 % |

|  | 82.9 % |

1: Unión de los partidos Mapai y Ajdut HaAvodá - Poalei Tzion que se presentaron separados en la elección anterior. Para la variante de escaños se tomó la unión de los escaños de cada partido.
2: Unión de los partidos Herut y Libralit que se presentaron separados en la elección anterior. Para la variante de escaños se tomó la unión de los escaños de cada partido.